# NGC 1264
NGC 1264 is een balkspiraalstelsel in het sterrenbeeld Perseus. Het hemelobject werd op 19 oktober 1884 ontdekt door de Franse astronoom Guillaume Bigourdan.

## Synoniemen
- PGC 12270
- UGC 2643
- MCG 7-7-50